# Antonio D'Inzillo
Antonio D'Inzillo, detto Er Fringuello (Roma, 16 gennaio 1962 – Nairobi, 25 giugno 2008), è stato un mafioso italiano, esponente dell'organizzazione malavitosa romana Banda della Magliana.

## Biografia

### I primi anni
Nato a Roma, nel quartiere Magliana, fa il suo ingresso nel mondo della criminalità sin da tredicenne, affiancandosi a personaggi dell'estrema destra quali Cristiano Fioravanti e Alessandro Alibrandi. Venne arrestato per la prima volta nel 1979, per il delitto Leandri, ma venne poi scagionato dalle accuse. Nello stesso anno si unì in pianta stabile ai Nuclei Armati Rivoluzionari, organizzazione eversiva di destra tra le più importanti d'Italia.

### I primi periodi nella Banda della Magliana
Sempre nel 1979 venne riarrestato con l'accusa di terrorismo, in quanto collaboratore di Terza Posizione, e nello stesso periodo, fu probabilmente  tra gli esecutori materiali dei criminali Sergio Carozzi e Orazio Benedetti, per conto della Banda della Magliana.
Nel 1982 venne nuovamente arrestato per spaccio di sostanze stupefacenti, e rimarrà in carcere fino al 1987, e nel 1988 è protagonista in quanto complice dell'evasione dal carcere del criminale Luca Onesti.

### Il giallo Spallone
Nel 1989 D'Inzillo ebbe un grave incidente in macchina, una Peugeot 205, nel quale rimase uccisa la sua fidanzata, la ventitreenne Patrizia Spallone, figlia del noto ginecologo Ilio Spallone, a sua volta fratello del medico e politico Mario Spallone.
Il padre della ragazza parlò di omicidio volontario.

### L'assassinio di De Pedis e di Sicilia
Sul finire del 1989, quando evase dal carcere Marcello Colafigli, la fazione dei maglianesi iniziò a riorganizzarsi per eliminare De Pedis. L'occasione si presentò quando riuscirono a convincere Angelo Angelotti (che già in passato era stato legato alla famigerata banda romana e che, nel 1981, con le sue "soffiate" aveva permesso a Danilo Abbruciati di uccidere Massimo Barbieri) a fissare un appuntamento con Renatino il 2 febbraio 1990 a via del Pellegrino, nei pressi di Campo de' Fiori a Roma. I killer pare fossero i carraresi Dante Del Santo e Alessio Gozzani, oltre allo stesso Colafigli ai fratelli Carnovale e a D'Inzillo.
Accusato poi di vari omicidi dai pentiti, D'Inzillo si rende latitante e fugge ad Amsterdam, dove viene coperto da Giovanni Girlando.
Tornato in Italia nel 1991, fu uno degli assassini di Claudio Sicilia, reo, secondo le deposizioni di Maurizio Abbatino e Antonio Mancini, di aver truffato la banda appropriandosi dei proventi derivanti dallo spaccio che non gli spettavano di diritto.

### Il nuovo arresto
Datosi nuovamente all fuga, verrà catturato dalla Digos nel febbraio del 1992, a casa del faccendiere ed estremista di destra Gennaro Mokbel. Nel 1996 verrà condannato all'ergastolo in contumacia, perché nel frattempo è fuggito in Uganda.

### Gli ultimi anni e la morte
Nel 2003 si stabilì definitivamente in Kenia, dove divenne un apprezzato imprenditore.
Di lui non si ebbero più notizie fino al 2008, quando la famiglia dichiarò che era morto all'ospedale di Nairobi, dov'era ricoverato a seguito di una grave malattia.